# Apogon ellioti
Apogon ellioti är en fiskart som beskrevs av Day, 1875. Apogon ellioti ingår i släktet Apogon och familjen Apogonidae. Inga underarter finns listade i Catalogue of Life.

## Bildgalleri

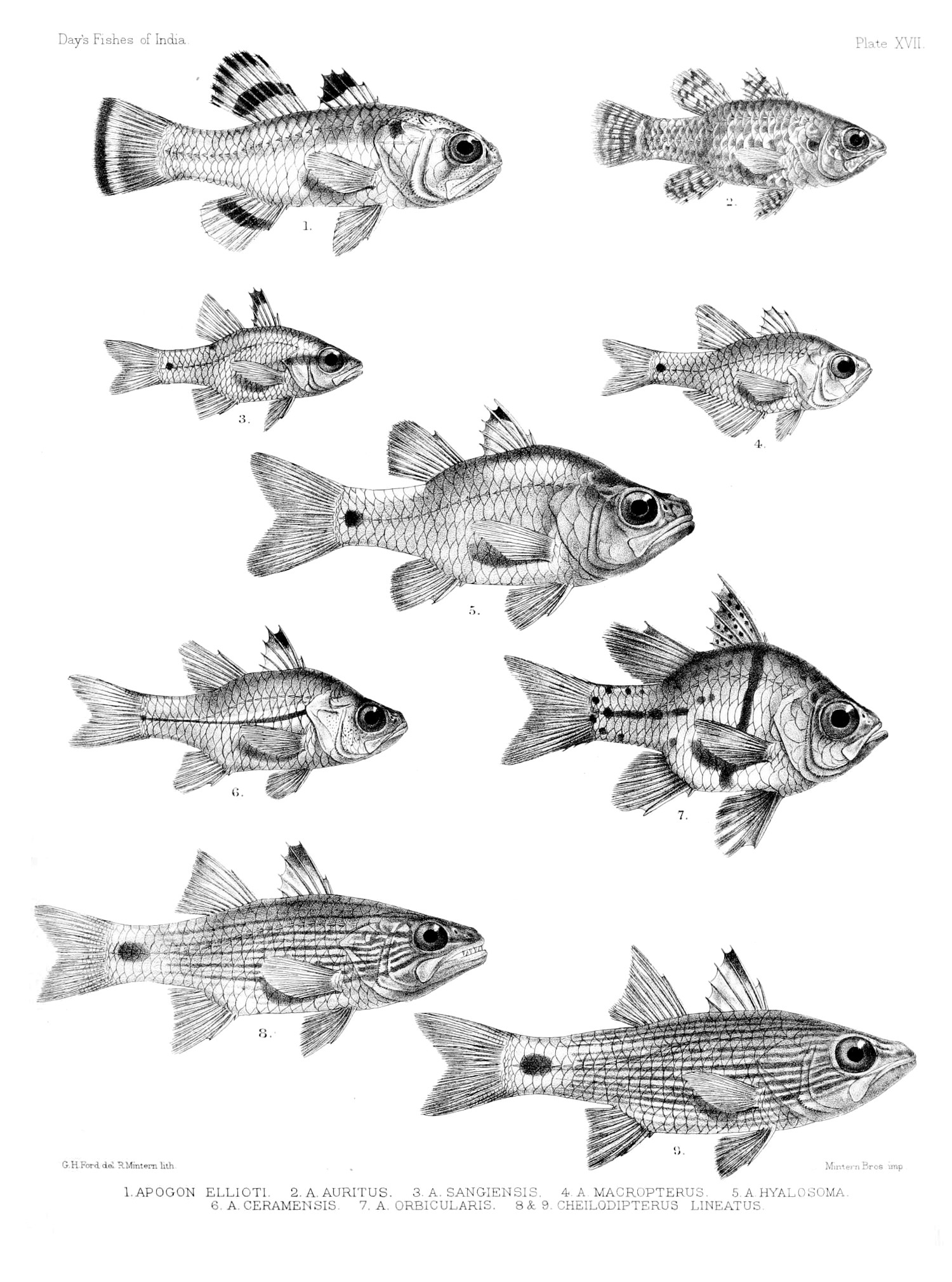